# Need for Speed: Carbon
Need for Speed: Carbon ist der zehnte Teil der von Electronic Arts veröffentlichten Need-for-Speed-Reihe und erschien am 9. November 2006 für Windows, die stationären Konsolen PlayStation 2, GameCube, Xbox und Xbox 360, sowie für die tragbaren Konsolen PlayStation Portable, Game Boy Advance und Nintendo DS. Am 6. Dezember 2006 wurde die Version für die Wii veröffentlicht, die Version für die PlayStation 3 wurde schließlich am 22. März 2007 veröffentlicht. Es gibt drei verschiedene Versionen des Spiels: Die Collector’s Edition für PS2, PSP, GBA, Windows und Nintendo DS, die Own the City Edition sowie die normale Version. In der Collector’s Edition sind vier zusätzliche Fahrzeuge, zwei neue Vinyls, sechs neue Events und sechs neue Strecken enthalten, sie ist jedoch nur mit deutscher und englischer Sprachausgabe erhältlich.

## Handlung
Die Story des Spiels schließt an der Handlung von Need for Speed: Most Wanted an. Nachdem man an dessen Ende erfolgreich vor der Polizei geflüchtet war, kehrt man nach einiger Zeit in einer anderen Stadt in die Szene zurück und trifft dort erneut Sergeant Cross, der nun als Kopfgeldjäger Raser an die Polizei übergibt. Gleich zu Beginn wird der im Vorgängerteil hart erkämpfte BMW M3 GTR zerstört.
Im Spiel muss man sich daher zuerst für ein Auto der drei Fahrzeugklassen Tuner, Muscle oder Exot entscheiden (Mazda RX8, Chevrolet Camaro SS oder Alfa Romeo Brera), wobei jeweils Handling, Geschwindigkeit oder Beschleunigung den anderen überlegen sind. Dann spielt man zuerst drei Stadtteile frei, in denen man Wagen der Stufen 1 und 2 fährt, die sich aber nicht sehr voneinander unterscheiden. In dieser Zeit wird man immer wieder von einem unbekannten Fahrer in einem Audi Le Mans Quattro angesprochen, welcher einen immer wieder ermutigt, weiterzufahren.
Im Verlauf der Story wird auch eine Geschichte aufgedeckt, an der der unbekannte Protagonist, besser gesagt der Spieler selbst, und weitere Nebencharaktere beteiligt waren. Vor der Story vom Vorgängerteil Need For Speed Most Wanted war die Hauptrolle ein Straßenrennenfahrer in der Stadt von Need For Speed Carbon. Bei einem Rennen werden die Fahrer Angie, Kenji, Wolf und der Protagonist selbst in einen Hinterhalt der städtischen Polizei gelockt, wobei die Fahrzeuge der Fahrer Angie, Kenji und Wolf durch EMP außer Gefecht gesetzt wurden. Bei dem ganzen Chaos wird der Hauptrolle heimlich eine Tasche voll Geld entwendet und gegen eine leere Tasche ausgetauscht. Crew Mitglieder die im weiteren Spielverlauf zum Team der Hauptrolle hinzustoßen waren Zeugen des Vorfalls. Diese erzählen durch Rückblicke was sie am jeweiligen Abend gesehen haben, wodurch der eigentliche Vorfall nach und nach aufgedeckt wird.
Die jeweiligen Gegner Angie, Kenji und Wolf etablierten sich seit dem Vorfall zu den Unterbossen der einzelnen Stadtteile. Diese gilt es zu besiegen, wobei durch die Freischaltung der einzelnen Stadtteile und durch das Besiegen der jeweiligen Bosse Crew Mitglieder zum Team des Spielers hinzustoßen, welche ehemalige Mitglieder der zugehörigen Crews der einzelnen Bosse darstellen.
Nachdem man die drei Unterbosse Angie, Kenji und Wolf in frei wählbarer Reihenfolge besiegt hat, stellt sich der unbekannte Fahrer als Darius, Boss eines bis dahin auf der Karte nicht anwählbaren, abgesperrten vierten Stadtteils dar, den es zu besiegen gilt und der die drei Unterbosse als neue Crew anheuert, nachdem sich eines seiner Team-Mitglieder freiwillig dem Spieler anschließt. Diese stellt die jeweilige Ex-Freundin Nikki der Hauptrolle dar, welche auf den Rennfahrer sauer ist, da sie glaubt, dass dieser hinter dem Diebstahl des Geldes steckt und ohne sie aus der Stadt geflohen ist. Nach einer gewissen Zeit erkennt auch sie, dass Darius hinter der ganzen Sache steckt und schließt sich somit dem Team der Hauptrolle an.
Ab diesem Zeitpunkt hat man auch Zugriff auf Autos der Stufe 3, welche von Geschwindigkeit und Steuerung her die Vorgänger aus den anderen Stufen deutlich übertreffen. Es gibt auch in diesem Teil der Reihe wieder die Möglichkeit, seinen Wagen technisch und optisch zu verbessern, im optischen Bereich wurde die Möglichkeit eingeführt, in einem gewissen Rahmen sogar eigene Veränderungen am Fahrzeug vorzunehmen, während man beim Leistungstuning die Eigenschaften der Ersatzteile seinen technischen Vorzügen anpassen kann. So kann man beispielsweise für die Driftrennen den Wagen so einstellen, dass er stark übersteuert und Reifen mit wenig Grip wählen, während sich für die Canyon-Rennen ein eng steuernder Wagen mit viel Grip empfiehlt. Diese Einstellungen sind beim Kauf der Ersatzteile verfügbar und können auch nach dem Einbau nachträglich geändert werden.
Kurz vor den finalen Rennen gegen Darius und seine Crew übergibt Darius den Hauptcharakter an Cross um das Kopfgeld einzustecken. Cross lässt durch eine Abmachung mit Nikki den Fahrer wieder frei, womit die Möglichkeit freigeschaltet wird, die letzten Bossrennen gegen Darius und seine Crew anzutreten.

## Spielprinzip
Das Spielprinzip des Spiels stellt eine Weiterentwicklung des Spielprinzips von Need for Speed: Most Wanted dar. Ein deutlicher Unterschied zum Vorgänger ist, dass die Rennen ausschließlich nachts stattfinden, aber die Strecken sind sehr gut ausgeleuchtet. Das Spielziel von Need for Speed: Carbon ist es, die Vorherrschaft in der fiktiven Stadt Palmont City zu erhalten. Dies erreicht der Spieler in erster Linie durch Rennsiege. Die größte Neuerung des Spiels gegenüber vorherigen Teilen sind die Canyonrennen, bei denen ein Fahrer einen anderen einen Berg hinab verfolgt. Dabei darf man jedoch nicht zu stark mit den Leitplanken kollidieren, da diese sonst durchbrochen werden. Außerdem wurden die Drift-Rennen wieder eingeführt, die mit Most Wanted entfernt worden waren. Zudem wird man in einigen Rennen von einem frei wählbaren Mitglied der eigenen Raser-Crew unterstützt, das über eine von drei Spezialfähigkeiten verfügt. Eine weitere Neuerung ist das sogenannte Autosculpt, mit dem sich die Formen von zum Beispiel Lufteinlässen frei verändern lassen.

## Gameplay

### Events
- Circuit/Rundkurs – Der Spieler tritt in geschlossenen Rundkursen mit einer festgelegten Anzahl von Runden gegen andere Rennfahrer an.
- Drift – Die Spieler müssen um Kurven driften, um Punkte entlang einer geschlossenen Strecke zu sammeln. Je nach Geschwindigkeit und Winkel des Fahrzeugs erhalten die Spieler mehr Punkte. Der Gewinner ist der Spieler mit der höchsten Punktzahl.
- Canyon Drift – Ein Drift Event auf einer Canyonstrecke.
- Sprint – Der Spieler tritt gegen andere Rennfahrer auf einem vorgegebenen Track von Punkt A nach Punkt B an.
- Canyon Duel – Ein Sprint Rennen gegen 1 Gegner, in dem der Abstand der Fahrzeuge gemessen wird.
- Speedtrap/Radarfalle – Ein Rennen von A nach B in dem bei Checkpoints die Geschwindigkeit gemessen wird. Der Spieler mit der addierten Höchstgeschwindigkeit gewinnt.
- Checkpoint Rennen – Der Spieler muss alle Checkpoints innerhalb der Zeit erreichen.
- Pursuit/Verfolgungsjagd – Eine Verfolgungsjagd mit der Polizei. Der Spieler muss entkommen.
- Free Roam Challenge – Zufällige Sprintrennen mit 1 Gegner. Den Ort der Ziellinie kann der Spieler bestimmen.
- Pursuit Knockout (nur im Online-Modus verfügbar)
- Pursuit Tag (nur im Online-Modus verfügbar)

### Challenge Series
Die Challenge Series versetzt den Spieler in verschiedene Events eines bestimmten Typs und Schwierigkeitsgrades. Im Gegensatz zu Need for Speed: Most Wanted kann der Spieler mit jedem beliebigen Veranstaltungstyp beginnen, obwohl er zunächst auf Bronze-Events beschränkt ist. Nach dem Gewinn von Gold Events erhält der Spieler in der Collector’s Edition des Spiels einzigartige Ersatzteile und Autos.

#### Rennserien
Die verschiedenen Rennserien bieten unterschiedliche Herausforderungen für Spieler und können sowohl im Einzelspieler- als auch im Mehrspieler-Modus gespielt werden.
Die Canyon Duel-Serie besteht aus Einzelherausforderungen, bei denen der Spieler gegen einen einzelnen Gegner antritt und sich zunehmend schwierigeren Herausforderungen stellt. Ähnlich ist die Canyon Race-Serie, in der der Spieler im kooperativen Modus gegen drei Gegner antritt, wobei die Herausforderungen mit steigendem Schwierigkeitsgrad zunehmen.
In der Checkpoint-Serie tritt der Spieler in Einzelherausforderungen gegen einen Timer an, der immer schwieriger wird. Ein ähnliches Konzept findet sich in der Canyon Checkpoint-Serie, bei der der Spieler im Canyon gegen einen Timer kämpft. Die Canyon Drift-Serie konzentriert sich auf das Erreichen bestimmter Driftziele, wobei die Herausforderungen im Laufe der Zeit immer anspruchsvoller werden.
Die Pursuit Evasion-Serie fordert den Spieler heraus, der Polizei von Palmont zu entkommen, während die Trade Paint-Serie den Spieler dazu bringt, Polizeifahrzeuge zu rammen. Beide Serien steigen mit zunehmendem Schwierigkeitsgrad.
In den kooperativen Circuit- und Sprint-Serien tritt der Spieler jeweils gegen sieben Gegner an. Beide Serien bieten die Möglichkeit, im Online-Multiplayer, Splitscreen oder Einzelspielermodus gespielt zu werden, wobei die Schwierigkeit im Verlauf der Rennen zunimmt.
Die Drift-Serie bietet Einzelherausforderungen, bei denen der Spieler Driftziele erreichen muss, wobei auch hier der Schwierigkeitsgrad stetig steigt. In der Speedtrap-Serie müssen die Spieler gegen sieben Gegner antreten, um die schnellste Gesamtgeschwindigkeit zu erreichen, wobei auch hier die Herausforderungen schwieriger werden.
Abschließend gibt es die Massenrennen-Serie, bei der der Spieler gegen eine große Anzahl von Gegnern antritt und sich immer härteren Herausforderungen stellt. Jede dieser Serien bietet einzigartige Herausforderungen und fördert unterschiedliche Fähigkeiten der Spieler.

#### Collector's Edition
In der Collector's Edition gibt es drei spezielle Rennserien, die den Spielern besondere Herausforderungen bieten.
Die Collector's Edition Checkpoint-Serie besteht aus Einzelherausforderungen, bei denen der Spieler gegen einen Timer antritt und sich dabei immer schwierigeren Aufgaben stellen muss.
In der Collector's Edition Challenge-Serie muss der Spieler entweder Palmont-Polizeifahrzeuge rammen oder ihnen entkommen, wobei auch hier der Schwierigkeitsgrad im Verlauf der Herausforderungen stetig zunimmt.
Schließlich umfasst die Collector's Edition die Massenrennen-Serie Einzelherausforderungen, bei denen der Spieler gegen eine große Anzahl von Gegnern antritt, wobei die Herausforderungen mit steigendem Schwierigkeitsgrad immer anspruchsvoller werden.
Diese speziellen Rennserien bieten den Spielern zusätzliche Herausforderungen und vertiefen das Spielerlebnis der Collector's Edition.

### Spielwelt
Die Handlung von Need for Speed: Carbon findet in der fiktiven Metropole Palmont City statt.
Palmont City besteht aus dem zentralen Downtown, dem südlichen Industriegebiet Kempton, der westlichen Küstenregion Fortuna, dem nördlichen, von Casinos bevölkerten Gebiet Silverton und der östlichen Stadt San Juan.
Alle Regionen mit Ausnahme von San Juan sind an den Highway 142 angeschlossen. Die äußere Region von Palmont ist von Canyons umgeben, die nicht über den Free-Roam zugänglich sind.
Das Palmont Police Department fungiert als wichtigste Strafverfolgungsbehörde und entsendet Patrouillen in alle Regionen von Palmont. Der Spieler findet mehr patrouillierende Einheiten in Gebieten mit höheren Heat-Levels.

#### Stadtgebiete
- Downtown wird hauptsächlich von Kenjis Bushido-Crew kontrolliert und umfasst fünf Bereiche – Billings District, Historic Chinatown, Old Quarter, Mason District und King’s Park. Obwohl es größtenteils aus Autobahnen besteht, zeichnet sich das Stadtzentrum auch durch eine hohe Anzahl von engen Kurven in bestimmten Stadtteilen aus.
- Fortuna wird hauptsächlich von Wolfs TFK-Crew kontrolliert und besteht aus fünf Gebieten – South Fortuna, Fortuna Heights, Hillsborough, Ocean View und Palmont University. Da Fortuna ein Küstengebiet ist, treffen die Spieler hier auf viele kurvenreiche Straßen.
- Kempton wird hauptsächlich von Angies 21st Street Crew kontrolliert und kann in fünf kleinere Bereiche unterteilt werden – Morgan Beach, Kempton Holdings, The Projects, Eskuri Plaza und Newport Industrial Park. Die meisten Rennveranstaltungen in Kempton finden auf den langen Highways statt.
- Silverton wird nur von Darius Stacked Deck-Crew kontrolliert und ist mit den Territorien Neon Mile, Canmor Downs, Starlight Strip, Infinity Park, Shady Pine und Silverton Refinery vertreten. Silverton bietet dem Spieler eine große Auswahl an Straßentypen wie Autobahnen und aufeinanderfolgende scharfe Kurven. Silverton ist das schwerste patrouillierte Gebiet der Polizei mit dem Heat-Level 3.
- San Juan ist der einzige Bezirk in Palmont City, der im Free Roam-Modus nicht erreichbar ist und keine Crew hat.

### Fahrzeugtuning
In Need for Speed: Carbon haben Spieler die Möglichkeit, ihre Fahrzeuge in verschiedenen Bereichen anzupassen. Im Bereich der Leistung können einzelne Upgrade-Teile gekauft werden, die in drei Klassen unterteilt sind. Diese Teile bieten fein justierbare Elemente, die vor dem endgültigen Kauf angepasst werden können. Da jedes Fahrzeug jedoch nur mit anderen Fahrzeugen derselben Stufe konkurrieren kann, ist es den Spielern nicht möglich, die Leistungsstufe ihres Fahrzeugs zu erhöhen.
Die optische Anpassung bietet eine größere Auswahl an Optionen im Vergleich zu Need for Speed: Most Wanted. Das Autosculpt-Feature erlaubt es den Spielern, die äußeren Teile ihres Fahrzeugs visuell zu modifizieren. Aufkleber und Vinyls sind nicht mehr auf bestimmte Bereiche des Fahrzeugs fixiert, sondern können vom Spieler verschoben und umgeformt werden, was eine noch individuellere Gestaltung ermöglicht.
Zusätzlich können Spieler in der Vinyls-Sektion spezielle Vinyl-Aufkleber auf ihren Fahrzeugen anbringen, um einzigartige Designs zu erstellen und so ihre Fahrzeuge weiter zu personalisieren.

### Reward-Cards System
Die Reward Cards in Need for Speed: Carbon sind eine Reihe von freischaltbaren Fahrzeugen, Karosserieteilen, Felgen und Vinyls.
Jede Karte hat vier unabhängige Aufgaben mit einem festgelegten Ziel. Die Erfüllung der Anforderungen für jede Aufgabe gilt als abgeschlossener Abschnitt einer Karte, und das meistern aller vier Abschnitte einer Karte belohnt den Spieler mit einem einzigartigen Gegenstand.
Es gibt 25 Karten mit insgesamt hundert Aufgaben, die einen bestimmten Spielmodus betreffen, wie z. B. Karriere, Challenge Series oder Quick Races. Weitere 10 Karten mit 40 Aufgaben im Zusammenhang mit dem Multiplayer sind in den Spielversionen PC, PlayStation 3 und Xbox 360 enthalten.

### Wagenliste
Need for Speed: Carbon enthält die folgenden Wagen:
| - Alfa Romeo Brera (2006) - Aston Martin DB9 (2004) - Audi R8/Le Mans Quattro (2007) - BMW M3 GTR (2003) - Chevrolet Camaro Concept (2006) - Chevrolet Camaro SS (1967) - Chevrolet Camaro SS 454 (1970) - Chevrolet Chevelle SS (1970) - Chevrolet Corvette Z06 GT (2006) - Chrysler 300C SRT-8 (2006) - Dodge Challenger (1971) - Dodge Challenger Concept (2008) - Dodge Charger R/T (1969) - Dodge Charger SRT8 (2006) | - Dodge Viper SRT-10 (2006) - Ford GT (2005) - Ford Mustang GT (2006) - Ford Shelby GT500 (1967) - Ford Shelby GT500 (2007) - Infiniti G35 (2004) - Jaguar XK (2007) - Koenigsegg CCX (2006) - Lamborghini Gallardo (2006) - Lamborghini Murciélago (2004) - Lexus IS300 (2004) - Lotus Elise (2004) - Lotus Europa S (2006) - Mazda RX-7 (1999) | - Mazda RX-8 (2003) - Mazdaspeed 3 (2007) - Mercedes CLK500 (2005) - Mercedes-Benz SL65 AMG (2005) - Mercedes-Benz SLR McLaren (2004) - Mitsubishi Eclipse GSX (1999) - Mitsubishi Eclipse GT (2006) - Mitsubishi Lancer Evolution IX MR (2006) - Nissan 240 SX (1992) - Nissan 350Z (2006) - Nissan Skyline GT-R R34 (1999) - Plymouth Hemi Cuda (1970) - Plymouth Road Runner (1970) | - Police Honda Civic Cruiser - Police Interceptor - Pontiac GTO (2006) - Porsche 911 GT3 RS (2006) - Porsche 911 Turbo S (2006) - Porsche Carrera GT (2004) - Porsche Cayman S (2006) - Renault Clio V6 (2005) - Subaru Impreza WRX STI (2004) - Toyota Corolla GTS AE86 (1987) - Toyota MR2 (1992) - Toyota Supra (1998) - Vauxhall/Opel Monaro VXR (2005) - VW Golf R32 (2006) |

### Soundtrack
Der Soundtrack, der während der Rennen gespielt wird, wurde vom Kanadier Trevor Morris komponiert, der auch bei den späteren Titeln Command & Conquer 3: Tiberium Wars und Army of Two mitwirkte. Dieser Soundtrack umfasst Stücke verschiedener Genres, etwa Rock, Pop und Hip-Hop. Eine Besonderheit stellen die Musikstücke dar, die in Spielmenüs und in den Garagen gespielt werden. Sie stellen ausschließlich Elektronik-Stücke dar und wurden von Ekstrak komponiert.
Die folgende Tabelle listet alle Musikstücke mit Künstler und Titel auf.
| Übersicht über die im Spiel enthaltenen Musikstücke |                                                        |                                      |
| Nr.                                                 | Titel                                                  | Künstler                             |
| 1                                                   | Bounce                                                 | Dynamite MC                          |
| 2                                                   | After Party                                            | Dynamite MC                          |
| 3                                                   | Don’t Speak (I Came to Make A Bang!)                   | Eagles of Death Metal                |
| 4                                                   | Hard Drivers                                           | Ekstrak feat. Know-1                 |
| 5                                                   | Signs Of Life                                          | Every Move A Picture                 |
| 6                                                   | Are ‘Friends’ Electric?                                | Gary Numan/Tubeway Army              |
| 7                                                   | Scorpio                                                | Grandmaster Flash & the Furious Five |
| 8                                                   | Ride A White Horse (Serge Santiago Remix)              | Goldfrapp                            |
| 9                                                   | Hurricane                                              | Kyuss                                |
| 10                                                  | Love Me Or Hate Me                                     | Lady Sovereign                       |
| 11                                                  | Sugar (Jagz Kooner Remix)                              | Ladytron                             |
| 12                                                  | Fighting In Built Up Areas                             | Ladytron                             |
| 13                                                  | Feel The Rush (Junkie XL Remix)                        | melody.                              |
| 14                                                  | Thee Small Faces                                       | Metro Riots                          |
| 15                                                  | One of Dem Days (Remix)                                | Part 2 feat. Fallacy                 |
| 16                                                  | Skateboard P Presents: Show You How To Hustle          | Pharrell feat. Lauren                |
| 17                                                  | I Am The Night, Colour Me Black                        | Priestess                            |
| 18                                                  | No Love                                                | Roots Manuva                         |
| 19                                                  | What It Look Like                                      | Spank Rock                           |
| 20                                                  | Hype Boys                                              | Sway                                 |
| 21                                                  | Around The Horn                                        | The Bronx                            |
| 22                                                  | Steamworks                                             | The Presets                          |
| 23                                                  | I’m No Good                                            | The Vacation                         |
| 24                                                  | Good As Gold                                           | Tiga                                 |
| 25                                                  | Girl Fight (Mr. D Hyphy Mix)                           | Tigarah                              |
| 26                                                  | Washing Up (Tiga Remix)                                | Tomas Andersson                      |
| 27                                                  | Heatseeker                                             | Valient Thorr                        |
| 28                                                  | My Friend Dario                                        | Vitalic                              |
| 29                                                  | Joker And The Thief                                    | Wolfmother                           |
| 30                                                  | People Always Talk About The Weather (Junkie XL Remix) | Yonderboi                            |

## Herunterladbarer Content
Need for Speed: Carbon bietet verschiedene herunterladbare Inhaltspakete, die für die Xbox-360-Version über den Xbox LIVE Marketplace und für die PC-Version über den EA Webstore angeboten wurden, jedoch nicht für die PlayStation-3-Version verfügbar sind.
Veröffentlichte Inhalte umfassen frühe Freischaltpakete, nachträglich veröffentlichte Pakete und Bundles. Die angebotenen Inhalte variieren je nach Plattform und beinhalten unterschiedliche Einzelpakete, Bundle-Pakete und Upgrade-Pakete, die sowohl im Xbox LIVE Marketplace für die Xbox-360-Version als auch im EA Webstore für die PC-Version erhältlich sind.

### EA Downloader Edition
Die EA Downloader Edition war eine spezielle PC-Version von Need for Speed: Carbon, die nur über die Store-Anwendung von Electronic Arts, dem EA Downloader, gekauft werden konnte. Der Kauf des Spiels über die EA Downloader-Anwendung beinhaltete ein Performance-Pack und zwei exklusive Fahrzeuge:
- Dodge Challenger R/T
- Pagani Zonda F

Zusätzlich wurde das Ultimate Performance Bundle angeboten, das den Spielern besondere Leistungsverbesserungen für ihre Fahrzeuge ermöglichte.

### Add-on-Auto-Pakete
Die Add-on-Pakete, die auf der Xbox 360 veröffentlicht wurden, beinhalteten verschiedene Fahrzeuge, die am 8. Dezember 2006 und später in den Handel kamen. Zu den verfügbaren Fahrzeugen gehörten der Dodge Challenger (verfügbar ab 5. Januar 2007), der Ford Shelby GT500 (ab 8. Dezember 2006), der Infiniti G35 (ab 5. Januar 2007), der Pagani Zonda F (ab 8. Dezember 2006), der Porsche 911 Turbo (ab 5. Januar 2007) und der Toyota Corolla GTS AE86 (ab 7. Dezember 2006), mit einem Preis von jeweils 0,95 €.
Für das Early-Unlock-Programm wurden mehrere Fahrzeuge gegen einen kleinen Preis angeboten. Darunter waren der Chevrolet Corvette Z06 (verfügbar ab 15. November 2006), der Dodge Viper SRT-10 (ab 15. November 2006 für Xbox 360 und 20. November 2006 für PC), der Lamborghini Gallardo (ab 8. November 2006), der Lamborghini Murcielago (ab 8. November 2006), der Mercedes SLR McLaren (ab 8. November 2006), der Mitsubishi Lancer Evolution IX MR (ab 23. November 2006), der Nissan 350Z (ab 23. November 2006), der Nissan Skyline GT-R R34 (ab 20. November 2006 für PC und 23. November 2006 für Xbox 360), der Plymouth Hemi Cuda (ab 15. November 2006), der Porsche Carrera GT (ab 8. November 2006), der Shelby GT500 (ab 15. November 2006), der Subaru Impreza WRX Sti (ab 23. November 2006) und der Toyota Supra (ab 23. November 2006). Einige Inhalte, wie der Dump Truck und der Fire Truck, wurden kostenlos angeboten, wobei das Dump Truck-Paket am 12. Januar 2007 und das Fire Truck-Paket ebenfalls am 12. Januar 2007 für die Xbox 360 veröffentlicht wurde.
Die Preise für diese frühen Freischaltungen lagen in der Regel bei 0,95 € pro Fahrzeugpaket.

## Collector’s Edition
Die Collector’s Edition ist eine limitierte Sonderausgabe des Standardspiels. Diese Version hat ein alternatives Vorderseiten-Cover, auf dem ein Mitsubishi Lancer Evolution IX MR-Edition zu sehen ist. Außerdem beinhaltet die Edition drei neue Herausforderungen, sechs zusätzliche Rennveranstaltungen, vier exklusive Fahrzeuge, mehrere vorgefertigte Fahrzeuge und zehn exklusive Vinyls. Eine Making-of-DVD ist ebenfalls enthalten.
Dieser zusätzliche Content ist in der Mac-Version von Need for Speed: Carbon standardmäßig enthalten.

## Rezeption
Das Spiel wurde in der Fachpresse eher verhalten aufgenommen. So erreicht es auf der Seite metacritic.com von 75-78 von 100 Punkten für stationäre Konsolen und Windows. Gelobt wird hierbei die Einführung einer Raser-Crew, die einen bei den Rennen unterstützt. Kritisiert werden das fehlende Geschwindigkeitsgefühl, das aufgrund der Underground-Vorgänger langweilig werdende Nacht-Setting, sowie der träge Anfang des Spiels, da es erst ziemlich am Ende des Spiels wirklich schnelle Autos gibt.